# Erik Tammer
Erik Tammer (Utrecht, 29 juni 1969) is een voormalig Nederlands voetballer.
Tammer speelde in de jeugd bij De Meeuwen, Ultrajectum, UVV en Ajax. Hij brak door bij Excelsior en is vooral bekend van zijn tijd bij sc Heerenveen. Ook was hij succesvol bij Go Ahead Eagles. Tammer sloot in 2001 zijn professionele loopbaan als aanvaller af na 322 wedstrijden en 154 doelpunten. Hierna speelde hij nog in het amateurvoetbal, waar hij in 2010 afsloot bij HBS waar hij in zijn laatste seizoen door blessures tevens assistent-coach was.
Na zijn loopbaan richtte hij een eigen sportmanagementbedrijf op. In april van het jaar 2006 richtte hij met een compagnon een vacaturesite voor de sportbranche op. De bedoeling van de vacaturebank is om de ex-(top)sporter en het bedrijfsleven met elkaar in contact te brengen bij het vinden van een nieuwe baan of personeel. De vacaturebank richt zich niet alleen op banen binnen de sportwereld. Ook ex-sporters die een zakelijke carrière nastreven kunnen via de website ook aan een baan geholpen worden. Op 1 januari 2012 werd de site overgenomen door Sport-Netwerk.
Sinds november 2009 is hij mede-eigenaar van de Amerikaanse voetbalclub Dayton Dutch Lions en Houston Dutch Lions. Hij was daarnaast sinds 2013 scout voor sc Heerenveen. Vanaf juli 2015 is hij dat van de Nederlandse eredivisieclub N.E.C. uit Nijmegen. Sinds juli 2018 is hij dat van de Nederlandse eredivisieclub FC Utrecht uit Utrecht.

## Clubs
- 1987 Ajax
- 1988 AZ
- 1990/92 Excelsior
- 1992/ 12-92  Belenenses
- 01-93 /12-95 sc Heerenveen
- 01-96 /98 Go Ahead Eagles
- 1998/ 12-99 Sparta
- 01-00 /00 Cambuur Leeuwarden
- 2000/01 ADO Den Haag
- 2001/03 SC Neptunus
- 2003/04 Zwart-Wit '28
- 2004/05 TONEGIDO
- 2005/06 Jodan Boys
- 2006/07 TONEGIDO
- 2007/10 HBS